# Prevail
Prevail, hrvatski glazbeni sastav iz Splita.

## Povijest
Glazbeno su na njih utjecali Iced Earth, Iron Maiden, Machine Head, Metallica, Sonata Arctica i dr.
Kao Prevail službeno djeluju od konca svibnja 2010. godine, ali su korijeni od puno prije, na rekreativnim probama gdje bi se okupilo par prijatelja da bi obradili neke pjesme. Nakon poduže stanke od tih rekreativnih proba, Toni Ljubić je započeo kreativni rad na tekstovima i odlučio to uglazbiti uz pomoć Borisa Petrovića i njegovog brata Davora. Uskoro im se pridružio Pere Eranović na bubnjevima. Osjetila se "kemija" među članovima od prvog trenutka i strogo se opredijelila za autorski rad. Zadnji je došao u sastav Filip Galić i nastao je Prevail. Narednih su mjeseca vježbali u garažama na autorskim pjesmama. Skladbe su prvi put predstavili na festivalu St@rt 2011. godine. Naišli su na dobar prijam kod publike i sudaca, pa su došli do završnice. Nastupali su na Spaladium Undergroundu, Trogiru i Omišu preko ljeta. Filip Galić je napustio sastav zbog akademskih razloga a zamijenio ga je Perin kolega iz ritam sekcije Ćelije 23, Miran Židić. U studiju su zatim snimili skladbu Placebo God te odradili dosta svirka. Veljače 2012. godine snimili su spot za tu skladbu, za koji su dobili dobre ocjene publike i kolega. Ožujka i travnja 2012. nastupili su u zagrebačkom Boogaloo-u (Metalfest/Metalcamp Battle) te na festivalu ST@rt. Lipnja 2012. objavili su prvi EP First Conflict s pet skladba (Placebo God, God Of War, Way Back Home, Pravda i Free Spirit). Uslijedili su nastupi na festivalima Scream Fest- Ljubuški, Metal Fest Hazardous- Šibenik, Rock in Solin, KRV- Kaštelanske Rock Večeri. Usporedno su pripremali novi materijal s malo drugačijim izričajem. Koncem 2017.godine ušli su u studio i započeli snimanje svoga LP prvijenca.
Prvi album Without Control snimali su od rujna 2017. godine do lipnja 2018. godine, objavili su ga koncem 2018. pod etiketom Miner Recordings. Na albumu su 4 skladbe na hrvatskome i 6 na engleskome. Glazbu i tekst svih pjesama supotpisuju svi članovi, na skladbama Za bolje sutra, Love i San gostuje na klavijaturama Ivan Rogošić. U studiju Gorana Kovača u Splitu su snimili vokale, gitare, bas i klavijature, a bubnjeve u splitskom studiju Propeler Jana Pele Ivelića. Luka Vidoš dizajnirao je omot i knjižicu albuma, članove je fotografirao za album Andrija Jurčević.

## Diskografija
- First Conflict, EP, samizdat,  1. lipnja 2012.
- Without Control, studijski album, 2017.

## Članovi
Članovi u sadašnjoj i prijašnjim postavama:
- Toni Ljubić - vokal
- Davor Petrović - vodeća gitara
- Boris Petrović - ritam gitara
- Deni Mandić - bas-gitara
- Pere Eranović - bubnjevi
- Filip Galić - bas-gitara (svibanj 2010. - rujan 2011.)
- Miran Židić - bas-gitara (rujan 2011. - svibanj 2015.)

## Vanjske poveznice
- Facebook
- Discogs
- YouTube